# Medalla al Valor Militar (Itàlia)
| Medalla al Valor Militar      | Medalla al Valor Militar          | Medalla al Valor Militar           |
| Medaglia d'oro                | Medaglia d'argento                | Medaglia di bronzo                 |
| ----------------------------- | --------------------------------- | ---------------------------------- |
| Medaglia d'oro                | Medaglia d'argento                | Medaglia di bronzo                 |
| Galó                          |                                   |                                    |
| Medalla d'Or al Valor Militar | Medalla de plata al Valor Militar | Medalla de bronze al Valor Militar |

La Medalla al Valor Militar (italià: Medaglia al Valore Militare) és la màxima condecoració italiana concedida per l'heroisme. Pot ser atorgada en 3 classes (d'Or, de Plata o de Bronze; sent la classe Or la superior). Va ser creada el 21 de maig de 1793 pel rei Rei Víctor Amadeu III de Sardenya.
Es tracta de la condecoració al valor més alta dins del sistema honorífic italià. La seva concessió estava reservada al Rei i, actualment, pel President de la República (a proposta del Ministre de Defensa) com a Comandant en Cap de les Forces Armades, motiu pel qual la seva concessió ha de ser sancionada mitjançant Decret Reial. Tanmateix, en cas de guerra, la potestat per a la seva concessió pot ser concedida als comandants militars (amb rang no inferior al de Comandant d'Exèrcit). En cas de guerra, en cas de ser un acte de valor extrem, la seva concessió pot tenir un procediment singularment accelerat.
Pot ser concedida en temps de guerra com de pau; i també a civils.
Pot ser concedida a títol pòstum. En aquest cas es concedeix a la viuda o als parents més propers (els fills o després els pares). La pensió aniria destinada als parents més propers.
No s'admet el canvi de diverses modificacions de rang inferior per una de rang superior.

## Història
Va ser creada pel Rei Víctor Amadeu III de Sardenya amb motiu de les Guerres Napoleòniques. En el moment de la seva creació només era atorgada a sots-oficials i soldats, i només era en classes or i plata, per ser atorgada al membres dels cossos d'infanteria, artilleria i cavalleria. Curiosament, en el cas en què un sots-oficial i un soldat l'haguessin de rebre pel mateix fet d'armes, un soldat rebria la d'or, mentre que el sots-oficial rebria la de plata.
La seva concessió seria en nom del Rei i de mans del comandant del regiment, batalló o cos, i en presència de tots els oficials, sots-oficials i soldats. La medalla d'or estava pensionada amb una paga sencera, mentre que la de plata només amb mitja. En cas de traspàs del receptor, la medalla quedava en mans de la família. La seva venda estava estrictament prohibida, i comportava la pèrdua de tots els privilegis adquirits amb la seva concessió.
El 1833, el rei Carles Albert I revifà la medalla, obrint-la també a l'armada, així com als generals i als oficials. Als seus estatuts especificava que es tractava només d'una condecoració reservada a les accions personals de valentia, no podent ser concedida de manera col·lectiva ni als oficials per la conducció de les accions militars. Les recomanacions per a la seva concessió havien de ser trameses al Primer Secretari de la Guerra, el qual les transmetria al rei per a la seva aprovació, i la seva concessió seria feta pública pel General comandant del Cos d'Exèrcit en l'Ordre del Dia de la mateixa divisió, juntament amb una descripció detallada de l'acció mereixedora de la condecoració, i la concessió es faria de mans del comandant del regiment i en presència de tots els seus membres. Les següents concessions s'indicarien mitjançant una barra sobre la cinta de la condecoració. La medalla d'or estava pensionada amb 100 lires, mentre que la de plata amb només 50 (en cas de posteriors condecoracions, les pensions s'anaven incrementant). En el cas excepcional que tot un regiment fos mereixedor de la condecoració, aquesta seria concedida de manera col·lectiva, figurant a les banderes regimentals. En cas de traspàs del receptor, la medalla quedava en mans de la família. En cas que un receptor fos condemnat a presó, se li sostrauria la condecoració, així com els seus drets; igualment succeiria amb una concedida a títol col·lectiu en cas de covardia davant l'enemic. El 31 de desembre de 1848 s'incrementaren les pensions, passant la de la medalla d'or a 200 lires anuals i la de plata a 100.
Amb l'Expedició a Orient de 1855-1856 (Guerra de Crimea) es concediren 1.200 a membres de l'Exèrcit Francès i 400 al Britànic.
El 8 de desembre de 1887, el rei Humbert I va instituir la 3a classe, la Medalla de Bronze, destinada a substituir la menció honorífica al valor i coratge concedida a aquells que, tot i el valor mostrat, no eren mereixedors de la medalla de plata. La medalla de bronze ocupava el tercer lloc dins de les condecoracions al valor italianes, situant-se entre la Medalla de Plata al Valor Militar i la Creu de Guerra al Valor Militar.
El 1936, davant de les sancions de la Societat de Nacions contra Itàlia per la Segona Guerra Italianoetíop, enmig d'una gran campanya propagandística, el Partit Nacional Feixista va portar a terme una gran campanya de recollida de metalls preciosos i estratègics. A tots aquells que oferiren les seves Medalles d'Or al Valor Militar se'ls atorgà una medalla de bronze igual que la del Mèrit, però al galó, en lloc de l'estrella d'or, lluïa un feix de bronze amb la llegenda "18 NOVEMBRE 1935-XIV". De les 446 medalles atorgades, tots els receptors vius la canviaren llevat de 4.
El 1949, amb l'establiment de la República Italiana, es modificà el disseny de les medalles, eliminant els símbols monàrquics i posant en el seu lloc els nous símbols republicans (decret 773 del 8 de setembre de 1947).

## Receptors notables

### Medalla d'Or
- Francesco Baracca
- Cesare Battisti
- Carlo Emanuele Buscaglia
- Nicola Calidari
- Inigo Campioni
- Salvo D'Acquisto
- Carlo Fecia di Cossato
- Amedeo Guillet
- Vincenzo Gigante
- Hans-Joachim Marseille
- Joachim Müncheberg
- Sandro Pertini
- Enrico Toti
- Irma Bandiera

### Medalla de Plata
- Italo Balbo
- Carlo Emanuele Buscaglia
- Italo Gariboldi
- Joachim Helbig
- Ernest Hemingway
- Sir William Holmes
- Hans Kroh
- Alessandro La Marmora
- Hans-Joachim Marseille
- Walther Nehring
- Alfredo Madau
- Erwin Rommel
- Nazario Sauro
- Achille Starace
- Attilio Teruzzi
- Edmond Thieffry

## Disseny

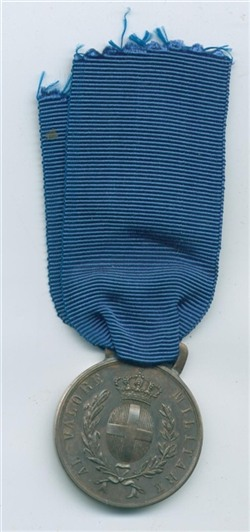

- Versió 1793: Una medalla de 38mm d'ample, en or o plata (segons el grau). A l'anvers apareix l'efígie del Sobirà en uniforme, mirant a la dreta. A la part superior apareix la inscripció "VITTORIO • AMEDEO • III". Al revers apareix una corona de llorer a la part superior amb la inscripció "AL VALORE" a sota. A la part inferior hi ha un trofeu format per un canó, 5 banderes, un tambor i diverses bales de canó. Penja d'una cinta blau fosc.
- Versió 1833: Una medalla de 33,5mm d'ample, en or o plata (segons el grau). A l'anvers apareix l'escut oval amb la creu de la Casa de Savoia sota la corona, enmig d'una corona formada per una branca d'olivera i una de palma i la inscripció "AL VALORE MILITARE". Al revers apareix una corona de llorer amb un espai central per gravar el nom del receptor, la campanya on s'ha guanyat la condecoració i la data. Penja d'una cinta blava de 32mm d'ample.
- Versió Guerra de Crimea 1855-1856: Una medalla de 33,5mm d'ample, en or o plata (segons el grau). L'anvers és igual que l'anterior. Al revers, a la part superior de la corona apareix la inscripció "SPEDIZIONE D'ORIENTE" (Expedició d'Orient), i a la part inferior, les dates "1855 • 1856). Penja d'una cinta blava de 32mm d'ample.
- Versió Guerra contra l'Imperi d'Àustria 1859: Una medalla de 33,5mm d'ample, en or o plata (segons el grau). L'anvers és igual que l'anterior. Al revers, a la part superior de la corona apareix la inscripció "GUERRA CONTRO L'IMPERO D'AUSTRIA" (Guerra contra l'Imperi d'Àustria). Penja d'una cinta blava de 32mm d'ample.
- Versió República de Saló 1943-1945: Una medalla de 33,5mm d'ample, en or, plata o bronze (segons el grau). A l'anvers una espasa romana substitueix les armes de Savoia. Al revers, és igual que les anteriors. Penja d'una cinta blava de 32mm d'ample.
- Versió República Italiana 1949-: Una medalla de 33,5mm d'ample, en or, plata o bronze (segons el grau). A l'anvers apareix l'escut de la República Italiana amb la inscripció "AL VALORE MILITARE" a la part superior. Al revers apareix una corona de llorer amb un espai central per gravar el nom del receptor, la campanya on s'ha guanyat la condecoració i la data. Penja d'una cinta blava de 32mm d'ample.

Quan només es llueix el galó, s'indica el grau de la medalla per mitjà d'una estrella de 5 puntes en or, plata o bronze.